# IconMaps
IconMaps es una aplicación informática de composición de mapas para televisión. También puede ser utilizado para localizar objetos en un espacio 2D (imagen) y ser transferidos a otro paquetes (Maya, Autodesk 3ds Max, Brainstorm Studio, Adobe Flash).
Lejos de ser una herramienta multifuncional y tediosa para su aprendizaje, se basa en la creencia de que no es necesario herramientas que hagan muchas acciones, sino más bien herramientas especializadas de bajo coste que solucionen una determinada tarea en el menor tiempo posible.
Por ejemplo, cuando se hacen mapas de meteorología, se suele introducir iconos, textos y fondos; éstos vienen desde otro departamento, "grafismo", que controla la identidad de los mismos. Nunca un operador va a poder retocar, colorear o cambiar la dimensión de los iconos (esto es lo que se determina como acciones inútiles dentro de un compositor). El software se centra en la operatividad de la aplicación y velocidad de creación de los mapas y deja al grafista la tarea de creación y retoque de la identidad de dichos mapas.
El software nació en España y se ha ido extendiendo mediante Internet por EE. UU., Brasil, Argentina, Portugal, Alemania, Francia, Italia, Malasia, Japón, China, entre otros.

## Requisitos
Los requisitos dependerán de la cantidad de iconos animados diferentes que se utilicen en un mismo tiempo o del tamaño de las imágenes del fondo (si son superiores a 2k), por lo que como prioridad de necesidades de hardware es una gran cantidad de memoria física, siendo recomendable 2GB de RAM.

## Utilidades
- Creación de mapas 2D para ser transmitidos a una no lineal, por ejemplo Avid Technology
- Creación de mapas 2D para interactuar a tiempo real en una pantalla táctil.
- Creación de mapas 2D para interactuar y a su vez sacar video digital SDI, con tarjetas NVIDIA.